# راج كابور
راج كابور (ديوناكري:राज कपूर) (اردو: راج کپور) (14 ديسمبر 1924 - 2 يونيو 1988)، ممثل هندي بدأ مسيرته الفنية عام 1935، ويعد كأحد أبرز الممثلين في تاريخ بوليوود. من مواليد بيشاور، وهو الأخ الأكبر ل«شامي» و«شاشي كابور»، دخل إلى عالم بوليوود سنة 1935 في فيلم انكيلاب دوديباكيبوس وكان عمره 11 سنة، وللإشارة فراج هو ابن بريتفيراج كابور، ولديه 3 أبناء وهم «راندهير» و«ريشي» و«سانجيف». يعد سانجام في سنة 1964 أحد أروع أفلام راج كابور وأشهرها، وهو جد الممثلة كاريشما كابور وجد الممثلة كارينا كابور وجد الممثل رانبير كابور. توفي راج كابور بسبب مرض الربو في 3 يونيو 1988 في نيودلهي عن عمر يناهز 63 سنة. من أشهر أغانيه اوارا هون (आवारा हूँ) (Awara Hoon *) وقد وصل هذا على موقع يوتيوب أكثر من مليونين (+2م) مشاهدة.

## مولده ونشأته
ولد رانبير (راج) في 14 كانون الأول عام1924 في مدينة بيشوار الباكستانية فهو الابن البكر للممثل برتيفراج كابور وشقيقاه الممثلان المشهوران شاشي وشامي كابور.
تلقى تعليمه في أماكن متعددة نظرا لتنقل والده الدائم بحكم عمله في السينما والمسرح فتعلم في بيشوار ثم في كالكوتا ولم يفلح بالالتحاق بالمدرسة العليا انطوني دي سوزا في بومباي بسبب رسوبه في امتحان القبول التي كانت اللغة اللاتينية عائقا له وسببا كافيا لابتعاده عنها وانتهاء مشواره الدراسي، فسأله والده عن سبب رسوبه وعدم عودته للدراسة فأجاب راج: سيدي، إذا تخرجت فماذا سيحدث؟، إذا أردت أن تصبح طبيبا تذهب لكلية الطب وإذا أردت أن تكون محاميا تذهب لكلية الحقوق أما إذا رغبت أن تصبح مخرجا أو منتجا سينمائيا فأين تذهب؟ فاستغرب والده ولم يستطيع الإجابة عن السؤال.

## بداية ظهوره
في فترة خمس سنوات كرس راج نفسه لتعلم أصول الإخراج بداية من مسرح أبيه (مسرح برتيفي)فبدأ بمساعدته في مسرحه وفي عام 1944 انضم لمسرحه رسميا وعمل معه وكان مؤولا عن كل ما يتعلق بخشبة المسرح من إضاءة ومؤثرات صوتية وموسيقى تماما كمساعد مخرج فبدأ بمسرحية (شاكونتالا) تبعها بمسرحية (ديوار) التي لعب فيها دور الخادم الصغير، ولعل انطلاقته القوية كممثل ولفته للأنظار كان دوره بمسرحية (باشان) فأعجب به المخرج كادار شارما وسلمه بطولة فيلم بعنوان (نيل كمال)ثم ألحقها بادوار سينمائية صغيرة كأفلام (دل كي راني-عمر بريم-تشيتور فيجاي) بيد أن قلبه كان يخفق في مكان أوسع راسما لحياته دربا ومنظورا واسعا بالإضافة لادوار عديدة مثلها في تلك الفترة.

## انطلاقته كمخرج ومنتج
بدأ راج بتأسيس شركة (أر كي) للإنتاج الفني عام 1947 واخرج أول أفلامه الحريق على الرغم من انه لم يبلغ بعد الرابعة والعشرين عاما فكانت قصة الفيلم جديدة من نوعها كاسرا بها الأنماط التقليدية السائدة وقتها وكان أول مشاركة له مع الممثلة نرجس إلا أن الفيلم لم يلق النجاح المتوقع في نفس راج كمخرج.
لم يثبط ذلك من عزيمته فاتبعه بفيلم (المطر)الذي كان من إنتاجه وإخراجه وبطولته، هذا الفيلم جعل منه نجما لامعا وعاصفة قادمة بقوة هزت نهاية الأربعينيات من القرن الفائت. فشارك في بطولة فيلم سينمائي من إخراج المخرج المعروف «محبوب خان» مخرج فيلم أمنا الهند كان الفيلم بعنوان (انداز).
كشف فيلم المطر عن مواهب شابة برق وسطع نجمها في السينما الهندية وكانت أساسا لبناء ضخم يحمل اسم السينما الهندية كالموسيقار ين (شانكر، جيكي شان) والشاعرين (شيلندرا، حسرت جابوري) والممثلة «نيمي»، فشاعرية راج وذوقه الموسيقي العالي وإشرافه على بروفات المغنيين صنعت في عصره أغان من أفضل ما قدم ليومنا هذا..

## قراءة لفيلم الصعلوك
في عام 1951 قدّم راج تحفته الفنية (الصعلوك) بأسلوب شابليني مميز وبطريقة رسم للشخصية محكمبدور راج المتشرد والفقير مؤكدا أن الشر هو نتاج للنظام الاجتماعي مثبتا أن سينما راج هي سينما الأمانفهو يحقق الشعور بالأمان من خلال التوفيق بين الخطابات المتعددة كالأصالة والمعاصرة والاعتراض الاجتماعي وبقاء الوضع الراهن.
ففيلم الصعلوك يمزج بين الرومانسية والنقد الاجتماعي والموسيقى راقت بشكل هائل لذواق ورواد السينما فكان جامعا بين السرد والفرجة وخاصة مشهد الحلم الشهير الذي يأتي في وقت حاسم ويجسد بالصورة المشاكل التي تواجه ريتا بطلة الفيلم وراج فهو يساهم بتحقيق وظيفتين من ناحية يجبر راج على مواجهة حقيقة موقفه واتخاذ قراره ومن جهة يعمل على تجسيد الصراع الذي يوجه البطل بواسطة الأيقونات البصرية القابلة للفهم والدلالة الراسخة ثقافيا.
يتكون مشهد الحلم من ثلاثة أجزاء في كل منها سمة مميزة بصريا فالجزء الأول ينقلنا إلى العالم المثالي لراج وريتا حيث نرى السلالم تؤدي لبرج حلزوني وسط سحب ضخمة كالزغب وفتيات جميلات يرتدين الأبيض والأسود ويرقصن حول السلالم ونرى ريتا في نهاية السلم تومئ بإغراء لراج معبرة عن رغبتها وفي النقيض يظهر الجحيم الداخلي الذي حكم به على راج وبدلا من أيقونات الجمال نرى جماجم ذو عيون جاحظة وبدلا من الفتيات نلاحظ هيئات جامدة تملك قرونا فيصرخ راج يائسا طلبا للنجدة بينما النيران على وشك التهامه وليس باستطاعته تحرير نفسه من الشياطين، عقب صراخه ينتقل عائدا إلى المشهد الرومانسي ذات الزغب ودرجات السلم وريتا في منتصفها وتنقذ راج من عالمه وهي تصعد السلالم بادئة بالغناء ببهجة ويبرز التفاوت بين العالمين الذي يعيش فيهما راج وريتا فنرى درجات السلالم من أسفل مما يرمز للفجوة الاجتماعية بين راج وريتا ومع نهاية الأغنية نرى ريتا تقود راج لصعود السلم في عيني راج كما في عيون المشاهدين فان الاتحاد مع ريتا يعني الصعود في العالم اجتماعيا ولان هذا كله يصور من خلال حلم فهو يؤسس لفكرة انه بالرغم من أن راج مجرم فقير من العالم السفلي إلا انه ابن القاضي راجهونات وان الفجوة الاجتماعية بين راج وريتا ما هي إلا فجوة وهمية لأنه يصور بمشهد حلم.ت
الفيلم كان نمن إخراجه وبطولته مع الممثلة نرجس ووالده برتيفراج كابور فالعلاقة الجدلية الرائعة ومشهد الحلم المترابط الذي ليس بحاجة كلمات تصفه والحوار المتقن ونظرة راج الثاقبة بان نظرة الناس ذوي اللباس الأنيق من الخارج واللصوص من الداخل ينظرون إلى الطبقة الكادحة بأنهم لصوص فقط لمجرد لباسهم المتواضع جعلت هذه الأمور من الفيلم ثورة حقيقية.

## أفلام خالدة
يعود راج ليقدم فيلما جميلا عام 1955 بعنوان السيد 420 راسما الفساد الحائم حول الروح البريئة القادمة من الريف إلى المدينة هذه الروح الباحثة عن لقمة العيش فيصبح لدى هذه الشخصية ملف عند الشرطة تحت اسم القانون 420، بإعداد اجتماعي محكم ونظرة ماركسية بعض الشيء.
اتهم راج بأنه ضد ثورة نهرو الاشتراكية فأجاب بأنه يقدم عملا في عمر التفاؤل بالجمهورية الهندية التي كانت جديدة والحكام جدد ولعل الأغنية المعبرة في الفيلم من كلمات الشاعر شيلندرا وغناء موكيش تعبر عن وطنية راج وأصالته تقول الكلمات:
حذائي ياباني بنطالي بريطاني قبعتي روسية ولكن قلبي هندي
العديد من أبطال راج ظهروا كشخصيات سلبية استخدمت من قبل المجتمع بشكل فاسد ووحشي كفيلم (أناري) عام 1959.
بعد فترة من البطولات المشتركة مع الممثلة نرجس انفصل عملهما وكان آخر فيلم يجمعهما سوية (تشوري تشوري) عام 1956، ليكمل راج مسيرته بطرح قضايا المجتمع المتفجرة كفيلم (جس ديش مي جانجا بهيتهي) عام 1960 أو بعلاقة الحب المعقدة في الثالوث العاطفي (الالتقاء) عام1964 مشبها العلاقة بالتقاء نهري جانجا وجمنه لكن مع الاختلاف في معالجة أسلوب التعامل مع البطلة بالتركيز أكثر على مفاتنها وجذب الغرائز مؤكدا على صفاتها الفيزيائية كما يظهر جليا في مشهد ظهور الممثلة «فيجاي مانتالا» بالمايوه.
بالعودة إلى الأسلوب الشابليني عاد راج بفيلم قوي يعتبر من كلاسيكيات السينما الهندية بعنوان (اسمي المهرج) بقصة مهرج يضحك من الخارج ويبكي من الداخل إلا أن الفيلم فشل في شباك التذاكر على الرغم من انه استغرق ست سنوات من الإعداد وحتى خروجه إلى حيز الوجود.
في عام 1973 قدم راج فيلم (بوبي) فيلم رومانسي جميل يؤرخ لأفلام السبعينات بقصة حب مراهقين ومعارضة الأهل لحبهم، فنشأ على هذا المنوال الكثير من القصص المشابهة لها كان الفيلم من إخراج راج وبطولة ابنه الأصغر ريشي كابور ((يذكر هنا أن راج تزوج عام 1947 من كريشنا كابور وأنجبت له خمسة أولاد ثلاثة ذكور (راندهير، ريشي وراجيف) وبنتين (ريتو، ناندا) ولداه راندهير من مواليد 1948 مخرج وممثل- ووالد الممثلتين كريشما وكارينا كابور- وريشي نجم السبعينات من مواليد1952)) مع الوجه الجديد دمبيل كباديا التي أطلقها راج وبشر بمولد نجمة حفرت اسمها في تاريخ السينما.
قدم راج فيلما روما نطقيا جميلا سنة 1978 بعنوان (ساتيام شفام سوند رام) في قضية متناقضة بين الجمال الروحي والمادي وتبعها بفلم (داء الحب) 1982 وفيلم (رام تيري جانجا ميلي)عام1985.

## الرجل والمرأة في سينما راج
الرجل عند راج هو الرجل الدائم العودة بقوة بغض النظر عن التقلبات فهو شاب متفائلولكن القدر والفرصة تعاندانه، فهم مواطنون مخلصون خلوقون يحملون زهرة بيدهم تتحرك نحو الأفق وهي زهرة خالدة خيالية ببراءة طفولية.
في طريقة معالجته للنساء البطلة هي اللعبة المركزية، في فيلم (الالتقاء) كانت البطلة داخل دوامة القضية المثلثية أما في فيلم اسمي المهرج فالبطلة هنا تكسر قلب المهرج البسيط مرارا وتكرارا أما في فيلم (ساتيام شيفام سوند رام أو بخار الحب)فهي مغنية المعبد التي عرفت مفهوم الجمال لكل شخص دون استثناء.
بينما في فيلم (داء الحب) فكانت الأرملة الشابة الضعيفة التي عرضت الحاجة عليها التغيير في العادات الاجتماعية طارحا راج مقولة يجب إعطاء الأرامل فرصة ثانية وعدم دفنهم مع أزواجهم الموتى وهم أحياء فأشعل راج نارا هادئة للتغيير على العادات الاجتماعية البالية، فتصوير راج للمرأة يتوافق مع عقلية الطبقة الوسطى ومع مبادئه الأخلاقية.

## سينما الأمان
ن راج منهمكا بإخراج فيلم (هينا) عام 1988 ولكن بدأ السن يلعب دوره وصحته تتدهور فأصيب بالربو ومن ثم تلفت إحدى كليتيه حتى توفي في نيودلهي في الثاني من حزيران عام 1988 نتيجة سكتة قلبية عن عمر يناهز الرابعة والستين وأكمل فيلم (هينا) ابنه راندهير،
حاول ولداه جاهدين البقاء على شركة (أر كي)للإنتاج السينمائي إلا أنهم لم يوفقوا في ذلك، فراج فريد من نوعه ولا يمكن أن يتكرر فالأساطير تولد لمرة واحدة ولا تموت بل تبقى حية في ذاكرتنا وتخلد كلما شاهدناهم على الشاشة ويبقى سحرهم مهما امتد الزمن.
وأفلامه الناجحة ليست فقط بفضل الموسيقى النشيطة وإنما بالاستعمال الرائع للمجموعات.
من أقواله:
1- شعبنا لطيف ورحيم يرتادون السينما على الرغم من كل المشاكل التي تصادفهم، فهم يقفون تحت حرارة الشمس العالية طويلا أو تحت المطر الغزير وفي طوابير طويلة ليحصلوا على تذكرة سينما، فإذا لم تخدع جمهورك فسيكون لطيفا جدا معك ولا تنظر إليهم بغباء ولا تستخف بهم فهم يعلمون السبب الذي جاؤوا من اجله ألا وهو التسلية.
2- لا يوجد شيء كالحب في العالم تستطيع أن تنشره وتمنحه للجميع وللحب أشكال عديدة فالحب الأناني ربما يفيد الشخص ولكنه يفقده جوهر الأشياء.

## جوائزه
1- حصل على جائزة دادا ساهيب بهالكي لإسهامه في السينما الهندية عام 1988.
2-أفضل مخرج عن فيلم الالتقاء في مهرجان الفيلم فير عام 1964.
3- أفضل مخرج عن فيلم اسمي المهرج في مهرجان الفيلم فير عام 1971.
4- أفضل مخرج عن فيلم بريم روج في مهرجان الفيلم فير عام 1982.
5- أفضل مخرج عن فيلم رام تيري جانجا ميلي في مهرجان الفيلم فير عام 1985.
6- أفضل ممثل عن فيلم أناري في مهرجان الفيلم فير عام 1959.
7- أفضل ممثل عن فيلم جس ديش مي جانجا بهتي هي في مهرجان الفيلم فير عام 1961.
8-أفضل فيلم عن فيلم ماسح الأحذية في مهرجان الفيلم فير عام 1954.
9- أفضل فيلم عن فيلم جس ديش مي جانجا بهتي هي في مهرجان الفيلم فير عام 1961.

## وصلات خارجية
- راج كابور على موقع IMDb (الإنجليزية)
- راج كابور على موقع الموسوعة البريطانية (الإنجليزية)
- راج كابور على موقع ألو سيني (الفرنسية)
- راج كابور على موقع ميوزك برينز (الإنجليزية)
- راج كابور على موقع أول موفي (الإنجليزية)
- راج كابور على موقع قاعدة بيانات الأفلام السويدية (السويدية)
- راج كابور على موقع إن إن دي بي (الإنجليزية)
- راج كابور على موقع ديسكوغز (الإنجليزية)
- راج كابور على موقع قاعدة بيانات الفيلم (الإنجليزية)
- راج كابور على موقع كينوبويسك (الروسية)